# Jurij Toplak
Jurij Toplak (n. 1977) este un cercetător constituțional, în drept electoral, și expert în dreptul persoanelor cu dizabilități. Este profesor de drept la Universitatea din Maribor și profesor invitat la Universitatea de Drept Fordham din New York. The Guardian, Wall Street Journal și The Boston Globe i-au publicat comentariile legale. El servește ca și co-președinte al grupului de cercetare privind libertatea de exprimare a Asociației Internaționale de Drept Constituțional (AIDC). Toplak este membru al Academiei Europene de Științe și Arte.

## Educație
Toplak a primit diploma LL.M. de absolvire la Universitatea Central Europeană din Budapesta, sub îndrumarea lui Michel Rosenfeld și Andras Sajó. A lucrat ca bursier Fulbright la Facultatea de Drept UCLA în 2003-2004, iar conducătorul tezei de doctorat a fost Daniel H. Lowenstein.

## Carieră profesională
A fost membru al Comisiei Electorale Naționale din Slovenia din 2000 până în 2012. Din 2006, este membru al consiliului de administrație și este vicepreședinte al Comitetului de cercetare privind finanțele politice și corupția politică al Asociației Internaționale de Științe Politice. La vârsta de 23 de ani a publicat prima sa carte despre revizuirea circumscripțiilor legislative, pentru care Asociația Avocaților Sloveni i-a acordat premiul „Tânărul avocat al anului”. În 2006 a publicat (împreună cu Klemen Jaklic, pe atunci lector la Harvard), prima traducere a Constituției Statelor Unite în slovenă. Împreună cu Daniel Smilov, a coeditat o carte denumită Political Finance and Political Corruption in Eastern Europe (Ashgate, 2008). În 2011, a condus o cercetare privind discriminarea în funcție de dizabilități, care a evaluat receptivitatea a peste 200 de municipalități la cererile de libertate de informare depuse de persoane nevăzătoare. El a clasificat sistemele electorale cu vot preferențial. Pippa Norris și Bernard Grofman se numără printre cei care au făcut referire la lucrările sale, și se numără printre primii zece oameni de știință juridici sloveni cei mai citați. A fost membru al Consiliului pentru Drepturile Omului al Ombudsmanului și al Comisiei guvernamentale pentru șanse egale în știință.
Ca și consultant al guvernelor sau organizațiilor internaționale OSCE, Uniunea Europeană, Consiliul Europei, Greco și PNUD, a lucrat în Uganda, Canada, Statele Unite, Franța, Finlanda, Letonia, Monaco, Serbia, Muntenegru, Malta, Ucraina, România și în alte părți.

### Cazuri notabile
Jure Toplak a condus numeroase proiecte de litigiu cu impact de succes și a scris plângeri și contestații la Curtea Supremă și Curtea Constituțională din Slovenia, care au îmbunătățit protecția drepturilor omului a persoanelor cu dizabilități, a candidaților și a alegătorilor. Pe baza recursului constituțional pe care l-a scris pentru un grup de paraplegici, Curtea Constituțională a decis în 2010 că secțiile de votare „cât mai multe” trebuie să fie accesibile cu scaunul cu rotile. Mai apoi, a scris un alt apel pentru trei utilizatori de scaune cu rotile, iar în 2014 Curtea Constituțională a anulat o parte din legea electorală și a decis că toate secțiile de votare trebuie să fie accesibile persoanelor cu dizabilități. În 2014, după doi ani de litigii pentru acces la informație, a obținut date statistice despre școli și le-a publicat, ceea ce a declanșat o dezbatere publică aprinsă. Toplak s-a opus public pentru mult timp în privința pedepsirii utilizatorilor de pe internet care au discutat despre candidații electorali în timpul tăcerii electorale. În 2011, el a scris două apeluri de succes pentru astfel de utilizatori Facebook. După alegerile din 2014, el a scris un recurs la Curtea Supremă pentru un alegător, care a fost amendat cu 100 de euro pentru că a publicat un comentariu pe Facebook cu o zi înainte de alegeri. În septembrie 2016, Curtea Supremă a respins amenda și a decis că comentariile și discuțiile nu se încadrează într-o definiție a propagandei ilegale. În 2015, când Curtea Constituțională decidea dacă sediul parlamentar al unui parlamentar din cauza condamnării sale era constituțional sau nu, instanța a copiat argumentele din dosarul Amicus Curiae al lui Toplak. În timpul alegerilor parlamentare din 2018, el a ajutat o listă de candidați ai Partidului Verde respinsă de comisiile electorale, iar Curtea Supremă a returnat-o pe buletinul de vot. Când Curtea Constituțională a invalidat legislația circumscripțiilor electorale în 2018, Toplak este menționat sau citat de 17 ori în decizia instanței și în opiniile judecătorilor. În 2019, Curtea Constituțională a invalidat legea locală a cotei muzicale în baza recursului scris de Toplak.
În 2017, Jurij Toplak a scris o provocare a rezultatelor referendumului pentru un alegător și activist, Vili Kovačič, care a dus la prima audiere publică de către Curtea Supremă a Sloveniei și la prima anulare a rezultatelor referendumului la 14 martie 2018. În aceeași zi, prim-ministrul Miro Cerar și-a dat demisia. Un minut mai târziu, un program de televiziune, Pop TV, care a difuzat demisia, a făcut referire la Jurij Toplak drept „câștigătorul tăcut al hotărârii judecătorești”. Avocații sloveni l-au votat pe Jurij Toplak pentru „zece cei mai influenți avocați din Slovenia” în 2018, 2019, 2020, și 2021.
În octombrie 2021, Curtea Europeană a Drepturilor Omului a emis hotărârea Toplak și Mrak împotriva Sloveniei. Cazul a vizat accesibilitatea secțiilor de votare și votul. Jurij Toplak a scris recursul pentru Franc Toplak, unchiul său, și alți alegători cu dizabilități, iar Curtea a decis că Slovenia a încălcat drepturile omului ale unchiului său și ale altor reclamanți. Toplak a scris o acțiune de grup pentru Asociația Slovenă pentru Drepturile Dizabilităților, care a solicitat o revizuire și o reformă a accesibilității secțiilor de votare și o compensație de 54 de milioane de euro pentru discriminarea din trecut a persoanelor cu dizabilități.
În martie 2021, Toplak a dezvăluit în Daily Express cum Curtea Europeană a Drepturilor Omului a încetat să-și partajeze dosarele cu publicul. „După ce a permis accesul la deciziile sale de judecător unic timp de decenii și după ce a trimis cereri timp de câteva luni, încetarea accesului de către Curte în martie 2021 din cauza pandemiei pare nejustificată. Pandemia nu s-a agravat în martie 2021”, a spus el. La doar câteva ore după ce Daily Express a publicat articolul, Curtea și-a schimbat practica și a trimis documente celor care le-au solicitat.

## Viața personală
Tatăl său este profesor de drept, diplomat și rector universitar, Ludvik Toplak, care a fost președinte al camerei parlamentului sloven în timpul independenței, democratizării și elaborării constituției Sloveniei. Mama lui este avocatul Rosvita Toplak. Bunicul patern al lui Jurij a fost un producător de viță de vie, organizatorul cooperativelor agricole Janža Toplak, care în iunie 1941 a găzduit prima întâlnire a rezistenței anti-naziste în regiunea Ptuj, și la scurt timp după aceea, Gestapo a arestat, torturat, și apoi și-a ucis fratele Franc Toplak, un student universitar la agricultură. Familia Toplak din Mostje, lângă Juršinci, datează din 1610. Bunicul matern al lui Jurij a fost Edvard Sitar, inventator,  fondator și administrator al mai multor școli, compozitor și poet partizan, torturat și întemnițat de fasciștii italieni.